# يو إف سي 116
يو إف سي 116: ليسنر ضد كاروين (بالإنجليزية: UFC 116: Lesnar vs. Carwin)‏ هو حدث لفنون القتال المختلطة نظمته يو إف سي، أُقيم في 3 يوليو 2010، على إم جي إم جراند جاردن أرينا في لاس فيغاس، نيفادا، الولايات المتحدة.